# Дошка для сиру

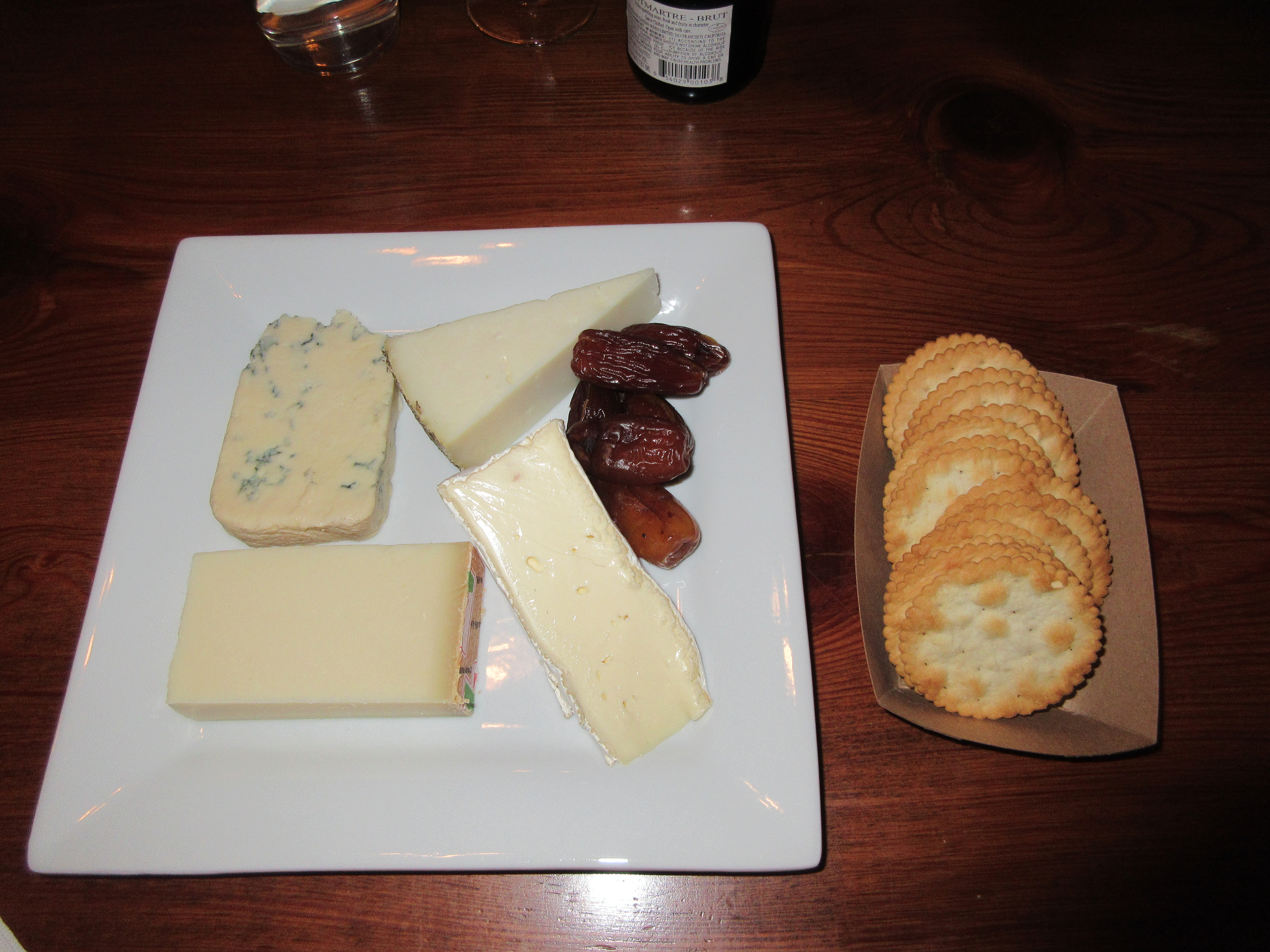
Різні сорти сиру сервіровані на керамічній дошці.

Дошка для сиру — керамічний виріб, предмет столового посуду для подачі цілого шматка сиру до столу, щоб за столом нарізати його за потреби.
Дошки для сиру мають форму пласта товщиною 8—10 мм прямокутної форми 245—270 х 160—180 мм, їх виготовляють з порцелянової або фаянсової маси відминанням або литтям і глазурують. Декорують підглазурними чи надглазурними малюнками.
При сервіруванні столу асорті сирів подають або на спеціальному сирному блюді або на сирній дошці разом зі спеціальним пристосуванням для нарізки та подачі сиру — ножем-вилкою.